# Aux Morts des Armées de Champagne
Pour les articles homonymes, voir Ossuaire (homonymie).
Pour un article plus général, voir Sites funéraires et mémoriels de la Première Guerre mondiale (Front Ouest).
Le monument Aux Morts des Armées de Champagne fut inauguré en 1924. Il a pour vocation de commémorer le sacrifice des soldats lors de la Première Guerre mondiale en Champagne. Il est aussi appelé « Ossuaire de Navarin » ou encore « Monument de Navarin ». Il est situé dans le département de la Marne (51), sur la D 977 entre Sommepy-Tahure et Souain-Perthes-lès-Hurlus, près de l’ancienne Ferme de Navarin, sur le territoire des communes de Souain-Perthes-lès-Hurlus et Sainte-Marie-à-Py. Le monument se trouve sur la commune de Souain-Perthes-lès-Hurlus mais le terrain s’étend également sur Sainte-Marie-à-Py.
Le monument et l’ossuaire ont été inscrits à l’inventaire des monuments historiques le 27 janvier 1994. Par décret du 8 avril 2019, le monument de Navarin est devenu Nécropole Nationale.

## Toponymie
Le monument se trouve sur le lieu de la ferme-auberge de Rougemeont dont un dénommé Parfait Camus était propriétaire. Deux versions populaires existent pour l'explication du nom Navarin, soit le nom est dû à la bataille de Navarin à laquelle le propriétaire aurait participé, soit en réponse aux questions des visiteurs «qui sollicitaient paille et pitance» il aurait répondu en patois «n'ava a rin» (n'avons rien). (citation Geneviève Devignes _Ecoute s'il pleut_) Mais il est plus probable que la ferme construite avant 1836 a pris le nom d'une bataille, comme ce fut le cas pour beaucoup d'autres fermes isolées de la même époque en Champagne.

## Historique
Au lendemain de la Première Guerre mondiale, un mouvement de mémoire est apparu. Presque chaque village se mit à construire un monument en hommage aux soldats morts. Une multitude d’associations ont ainsi vu le jour pour garder en mémoire les grands lieux de bataille et les actions de certaines unités.

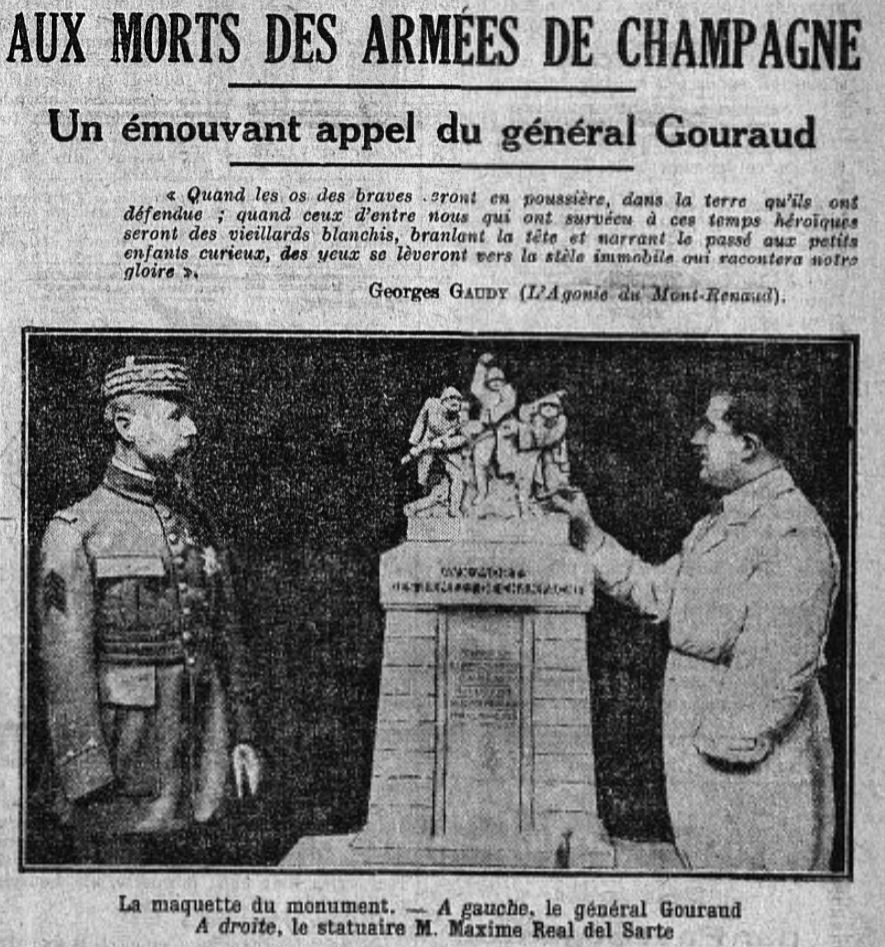
Article paru le 3 mai 1923 dans le Petit Journal

Le Monument de Navarin est le fruit d’un Comité constitué en mai 1923, sous la présidence d'honneur du Général Gouraud et la présidence du Général Alexis Hély-d'Oissel. Le Comité avait pour mission de recueillir des souscriptions pour élever un monument à la mémoire des Morts de Champagne.
Un appel fut lancé dans la presse française, et des milliers de circulaires furent adressées aux familles éprouvées. Les souscriptions affluèrent de toute la France depuis les plus modestes au plus élevées. L’engouement montra le besoin des Français d’avoir un lieu pour se recueillir.
La première pierre du Monument fut posée le 4 novembre 1923 en présence de l'Ambassadeur des États-Unis, Mr. Myron Herrick. Dans son discours, il affirmait l’attachement de son pays à la France. Ses paroles sonnaient alors comme une garantie pour l’avenir. L’engagement des États-Unis pendant la Seconde Guerre mondiale a démontré une nouvelle fois les liens qui unissent les deux pays.

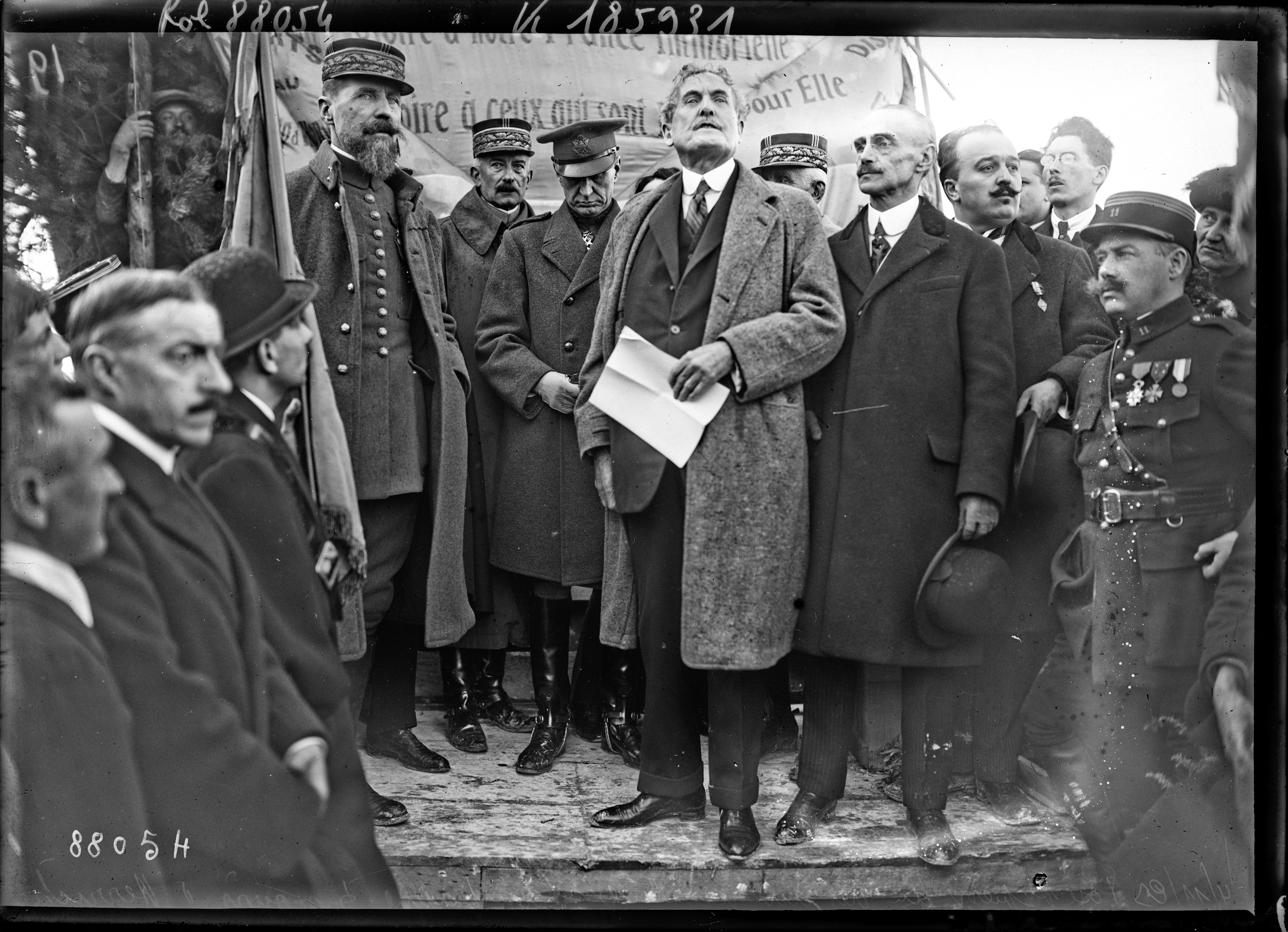
Mr. Myron Herrick lors de la pose de la première pierre.

Le 28 septembre 1924, le Monument est inauguré par le Général Gouraud alors Gouverneur Militaire de Paris. De nombreuses personnalités ont répondu présentes comme : le Maréchal Joseph Joffre, des Chargés d'Affaires des États-Unis et de Tchécoslovaquie, le Grand Chancelier de la Légion d'honneur, l'évêque de Châlons Monseigneur Tissier, des politiques. De nombreux militaires de tout rang et des anciens combattants étaient également présents. La population était également au rendez-vous.

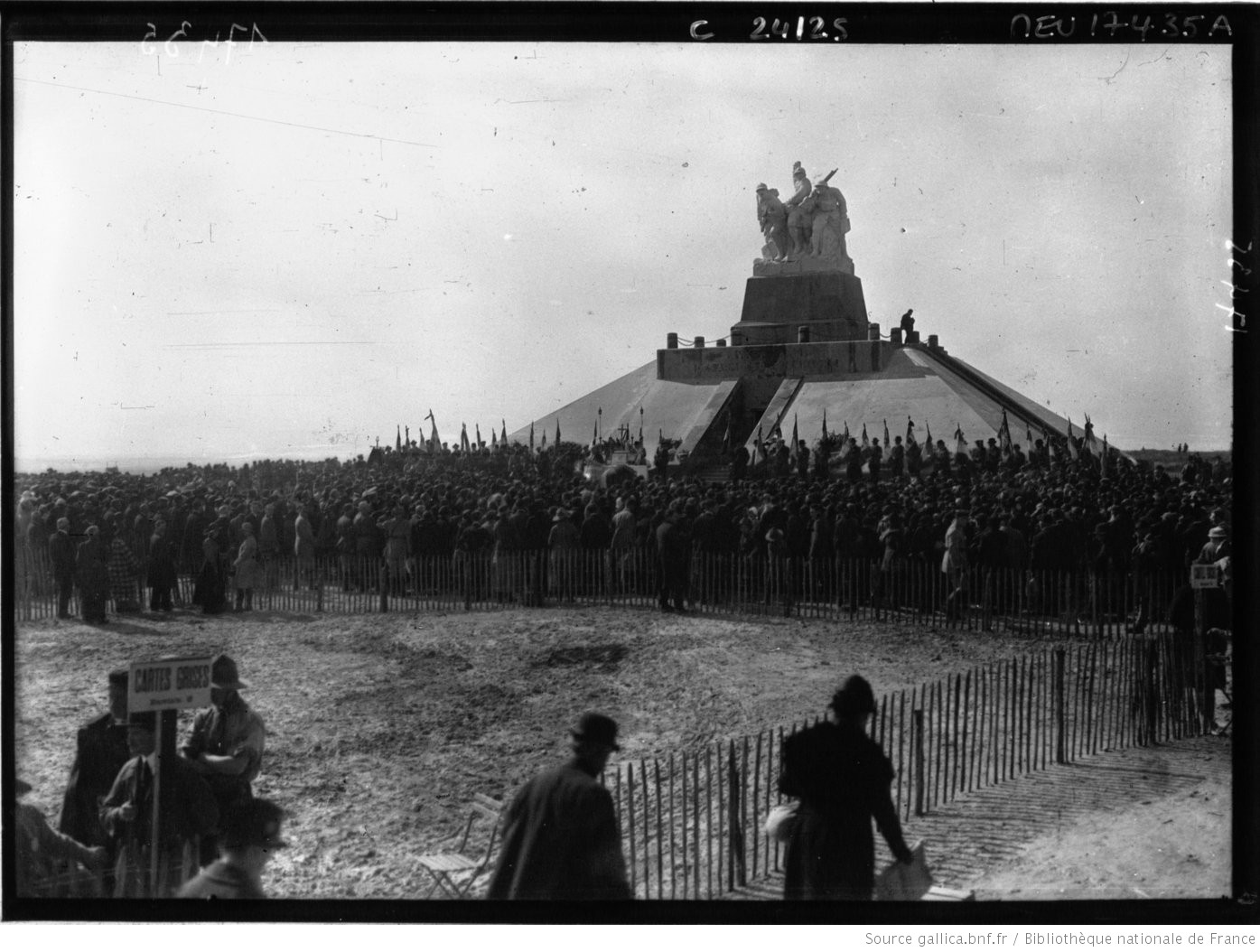
Inauguration du Monument de Navarin.

L’A.S.M.A.C. (Association du Souvenir aux Morts des Armées de Champagne) est créée le 10 mars 1929 pour prendre le relai du Comité. Elle a pour but d’honorer et de rappeler aux générations futures le souvenir des morts français et alliés tombés au champ d’honneur sur le front de Champagne.
Le monument est aménagé progressivement en ossuaire. Depuis la fin de la guerre, les restes d’innombrable soldats sans sépulture sont recueillis. Ils sont déposés au départ dans les emplacements latéraux de la chapelle. Puis une crypte est creusée sous le monument. Les restes de 10 000 soldats, la plupart anonymes, tués au cours des combats en Champagne reposent aujourd’hui dans ce Monument-Ossuaire.
Le Comité d’origine devient la «Fondation du Monument aux Morts des Armées de Champagne et Ossuaire de Navarin». Elle est créée le 16 mai 1933 par décret du président de la République Albert Lebrun. Le nouvel organisme est reconnu d’utilité publique. Il devient propriétaire du Monument pour en assurer sa conservation et transformation en ossuaire. Il est aussi responsable de l’entretien et la conservation du terrain de 5 hectares où se situe le monument.
Le 26 septembre 1948, le général Henri Gouraud est inhumé à Navarin. L’ancien commandant de la IVe Armée repose au milieu des soldats tombés au champ d’honneur.

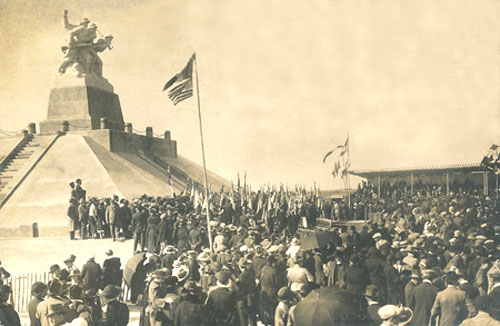
Inhumation du Général Gouraud à Navarin.

Décédé le 6 décembre 1969, le général André-Gaston Prételat est inhumé à son tour au côté du général Henri Gouraud. Il était l’ancien chef d'état-major de la IVe Armée.
Pour garantir l’avenir du Monument-Ossuaire, la propriété du site est cédée à l’État en 2019. Navarin devient une nécropole nationale. La «Fondation du Monument aux Morts des Armées de Champagne et Ossuaire de Navarin» est dissoute.
L’Association du Souvenir aux Morts des Armées de Champagne continue d'exister. Elle est chargée d'organiser la Cérémonie Annuelle, l'ouverture du Monument et l'accueil du public.

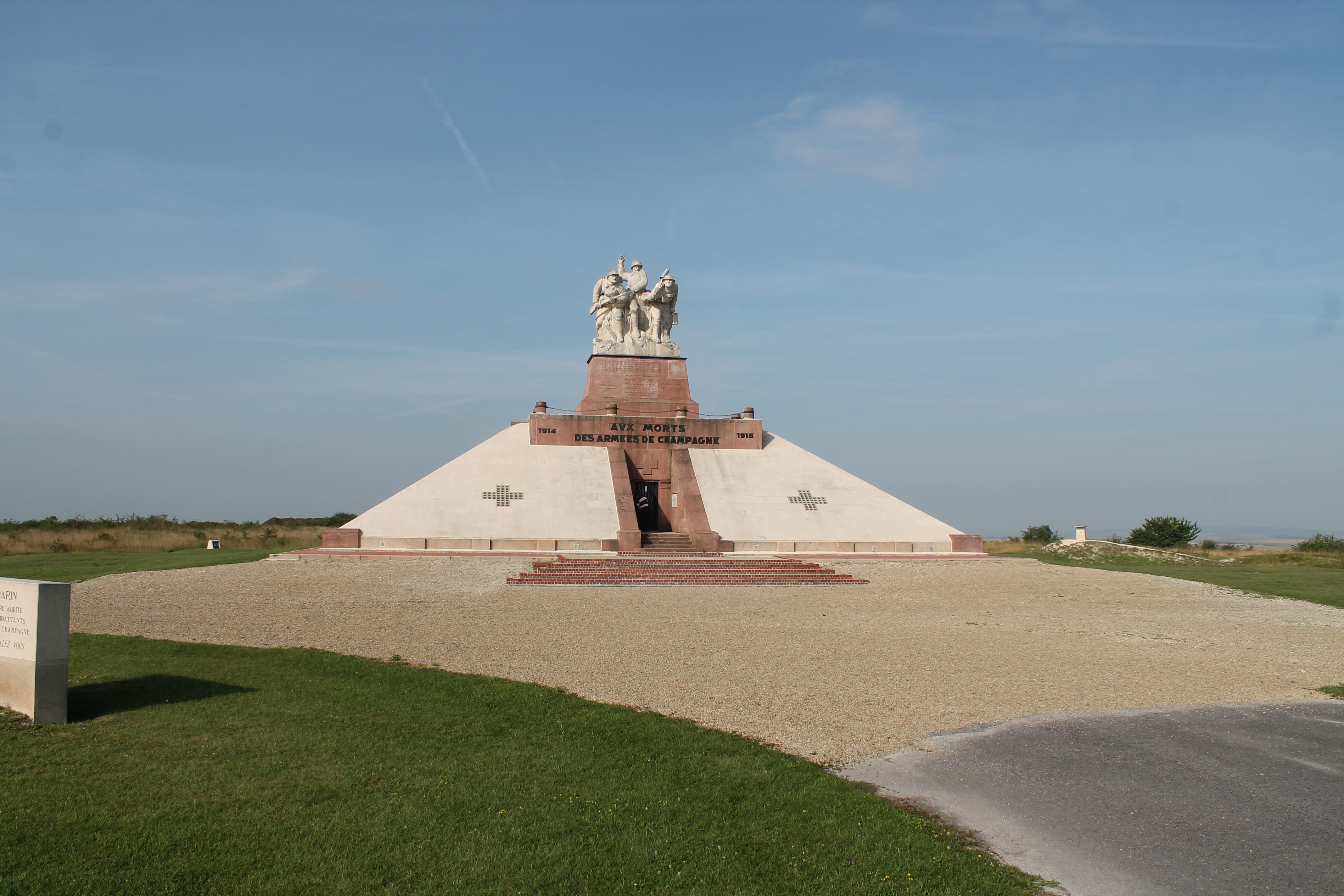
Monument de Navarin aujourd'hui

## Description du monument

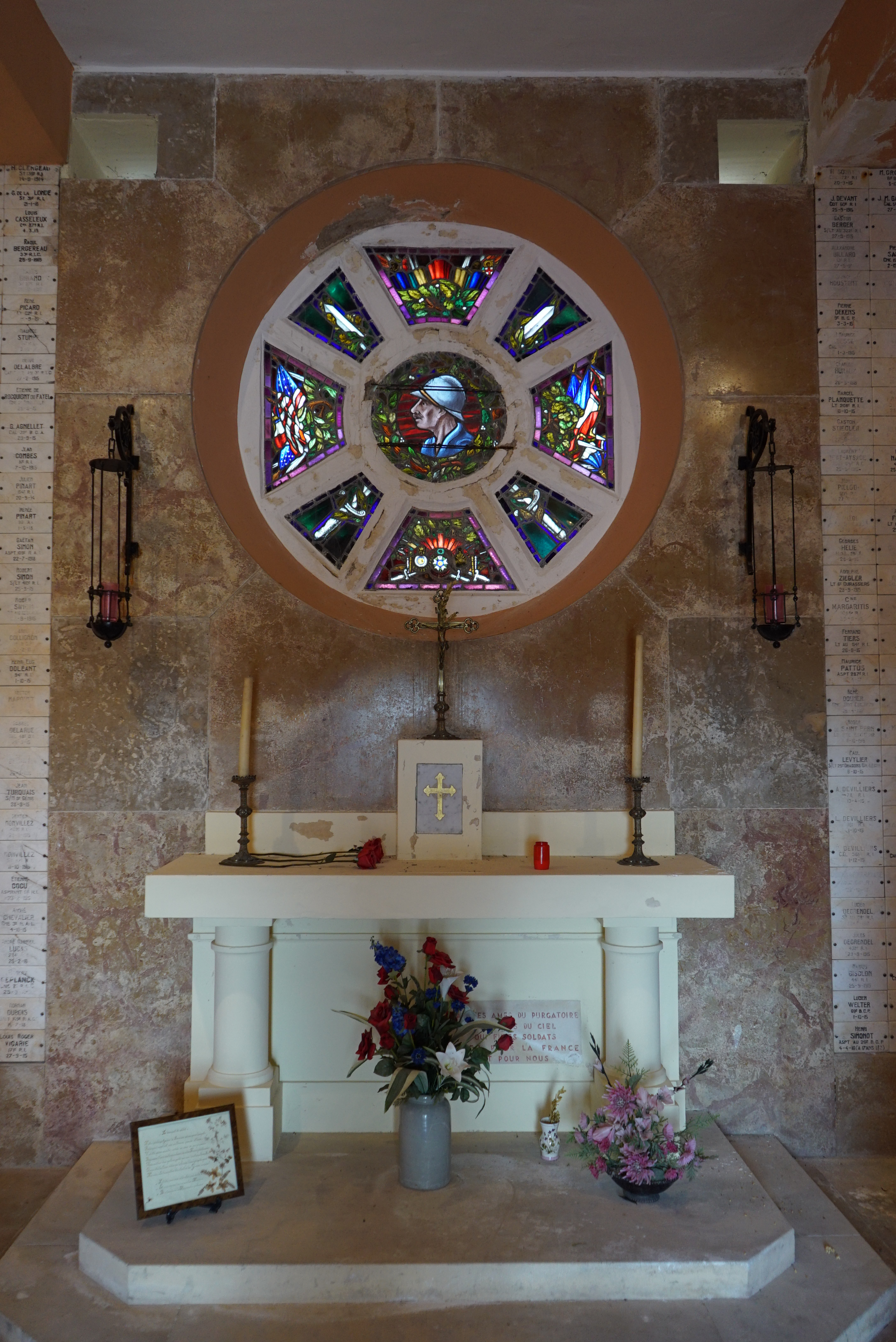
Autel de l'entrée.

L'ossuaire - monument Aux Armées de Champagne a la forme d'une pyramide surmontée de trois statues de soldats menaçants, dont celle du général Gouraud qui est inhumé dans le monument. Cette pyramide de grès rose est coiffée au sommet par une sculpture géante de Maxime Real del Sarte, magnifiant un assaut de deux soldats français aidés d'un soldat américain. Le sculpteur se servit, comme modèle, pour le soldat de gauche, de son frère tombé au combat au Moulin de Laffaux sur le Chemin des Dames qui charge avec son fusil en enjambant la borne 25 km de Châlons. Sur la droite le soldat américain est figuré par Quentin Roosevelt, aviateur mort à Chamery, fils du président Theodore Roosevelt, qui scrute l'horizon avec sa mitrailleuse en réserve sur l'épaule. Le centre est tenu par la figure du général Gouraud, surplombant les autres et frappant de sa force l'ennemi, le poing tenant une grenade.
Au centre de la pyramide, se trouve une chapelle avec des plaques déposées par les familles. La rosace centrale est en forme de croix de guerre. Un deuxième niveau, plus bas fait le tour de la chapelle d'entrée qui est autant un lieu d'exposition, de caveau pour les deux généraux qui y reposent et un lieu de mémoire avec les plaques pour des unités et les trois enfants du président.

### Inscriptions
En plus grand : 

« Aux Morts des Armées de Champagne »

Juste au-dessus, la liste des 102 divisions françaises, quatre divisions américaines, deux brigades russes, une brigade tchécoslovaque et un régiment polonais.
Sur le côté « Sculp. Réal-del-Sarte 1924, A. Bauer arch. D.P.L.G. » ; en dessous :
« ci gît
le général Henri Gouraud
au milieu de ses soldats de la 4e Armée
qu'il avait tant aimés.
Priez pour eux et pour lui. »
Une plaque à l'intérieur du monument rappelle le sacrifice de quatre des fils de Paul Doumer : 
« Au Président de la République
Paul Doumer
6 mai 1932
et   à ses quatre fils
André René Marcel Armand
Morts pour la France. »

## Galerie d'images

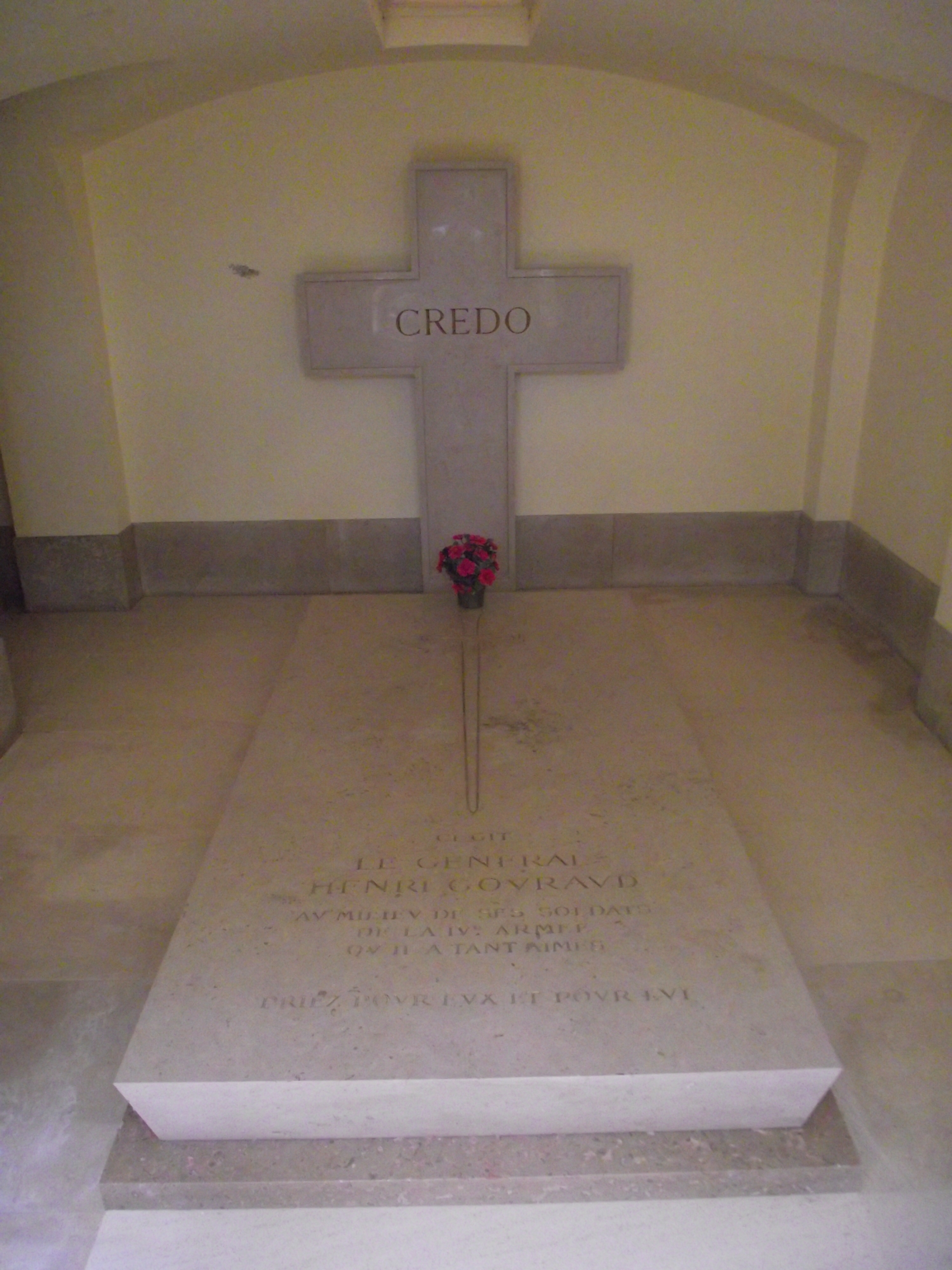
La tombe du général Gouraud,
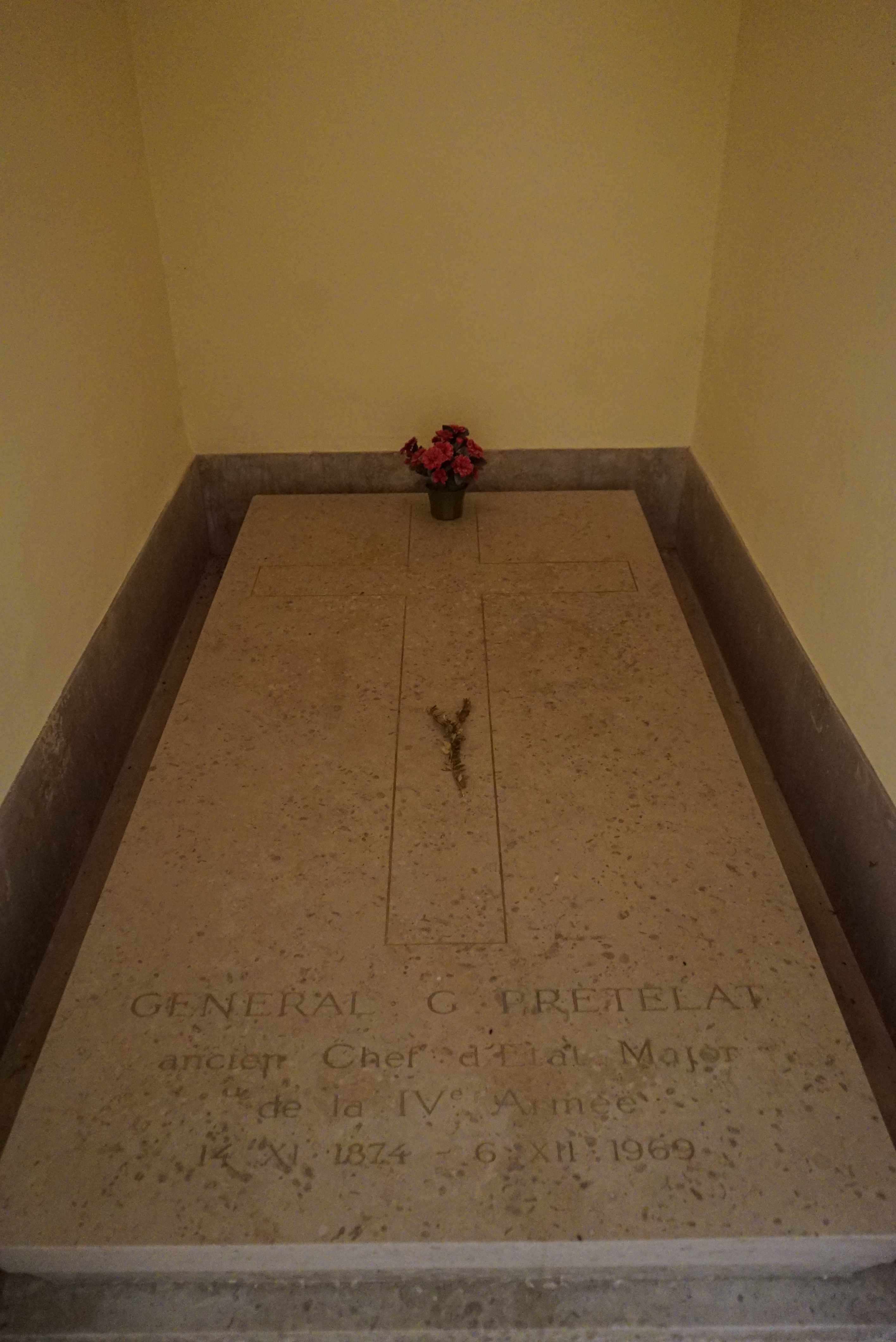
celle de Prételat.
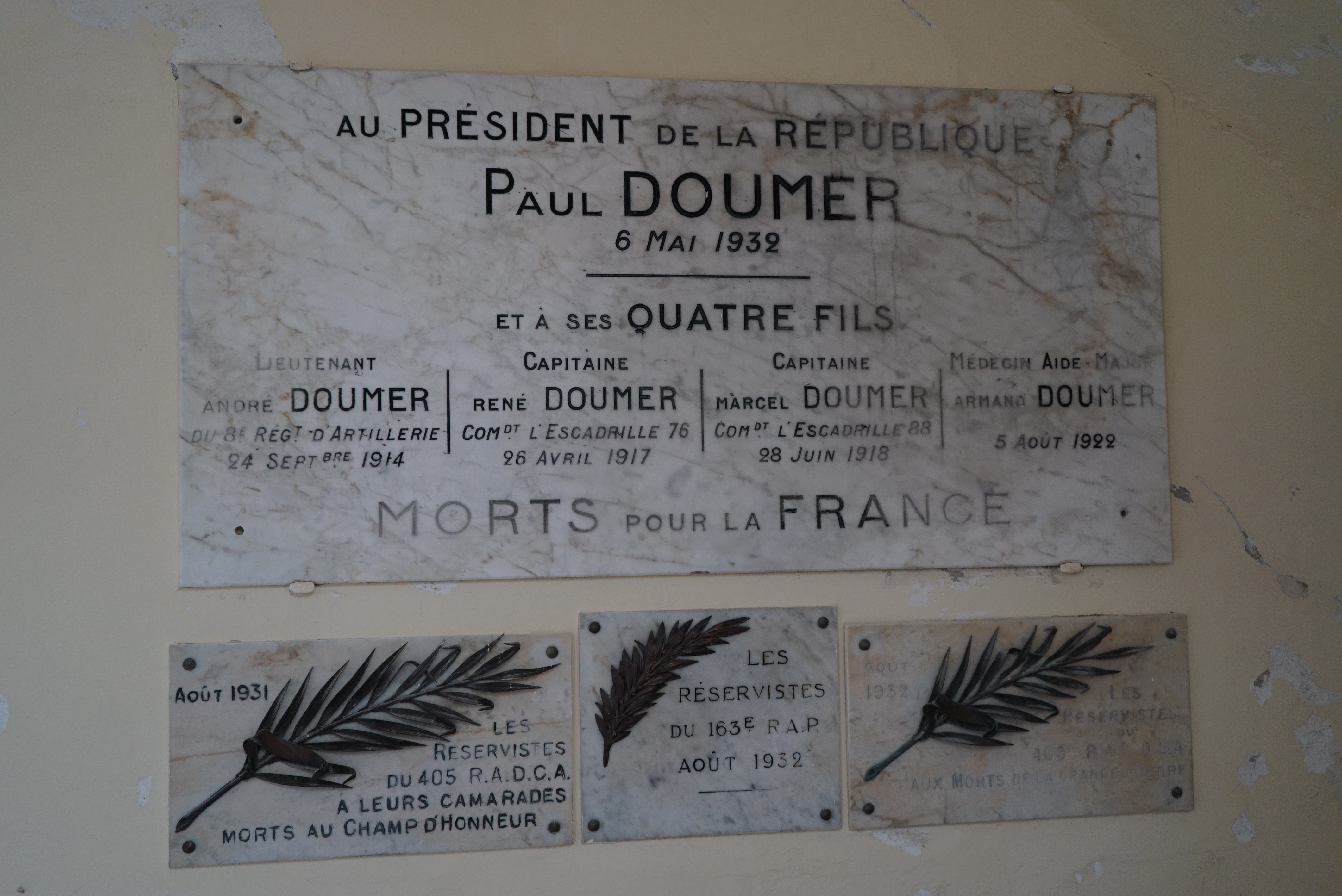
Plaque en la mémoire des quatre enfants de Paul Doumer.
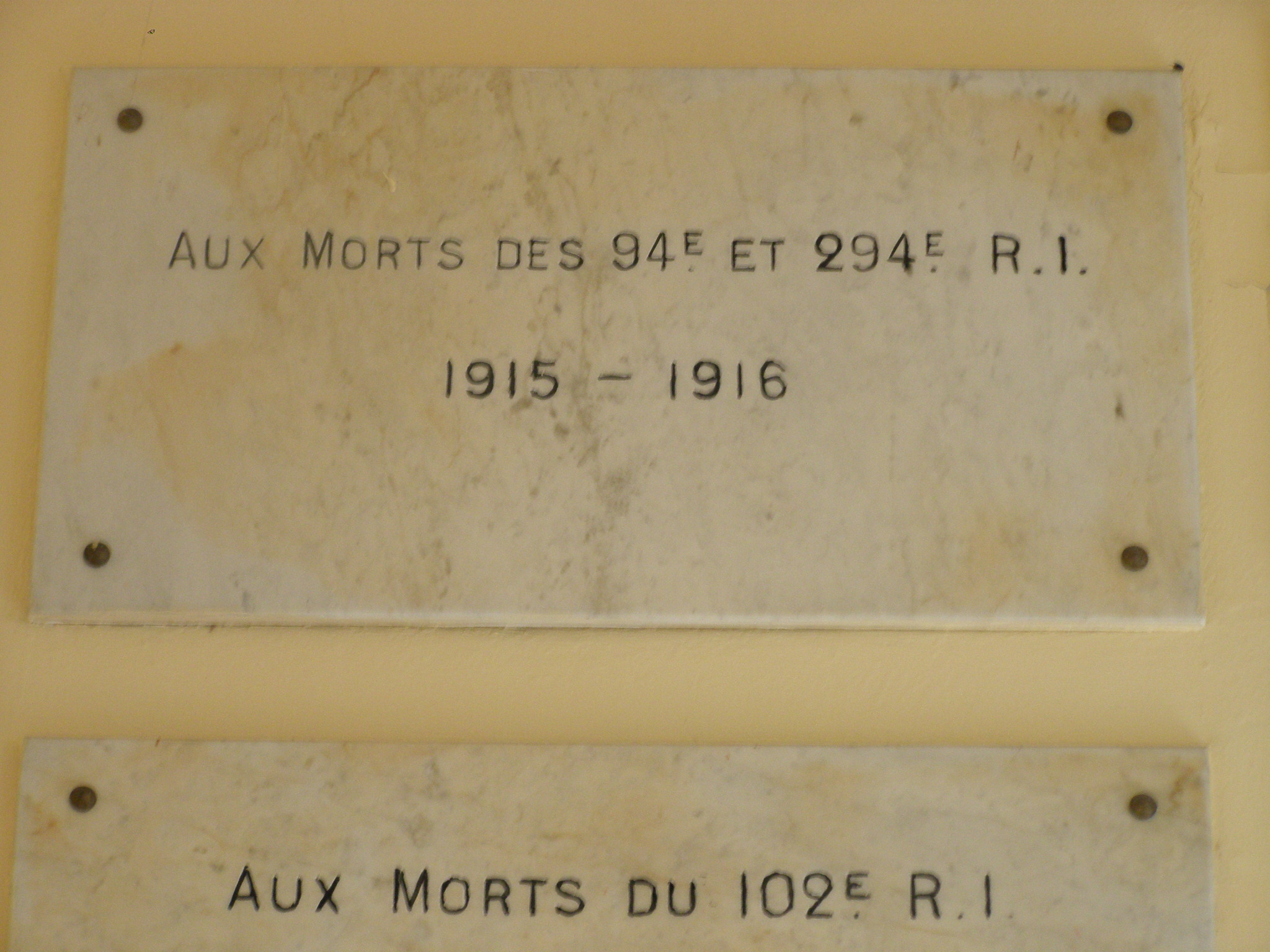

## Postérité
Le monument « Aux Morts des Armées de Champagne » servit au fil des années à recueillir les ossements d’anonymes. Ils finirent par être plus de 10 000. L'ossuaire a aussi accueilli comme lieu de dernier repos les dépouilles des généraux Henri Gouraud et André-Gaston Prételat.
En 2019, le Monument a été cédé à l’État et reclassé en nécropole nationale.
Chaque année en septembre, l’Association du Souvenir aux Morts des Armées de Champagne organise une cérémonie à la mémoire des disparus devant le Monument de Navarin.